# Dahmen
Dahmen ist eine Gemeinde im Südosten des Landkreises Rostock in Mecklenburg-Vorpommern (Deutschland). Die Gemeinde wird vom Amt Mecklenburgische Schweiz mit Sitz in der nicht amtsangehörigen Stadt Teterow verwaltet.

## Geografie

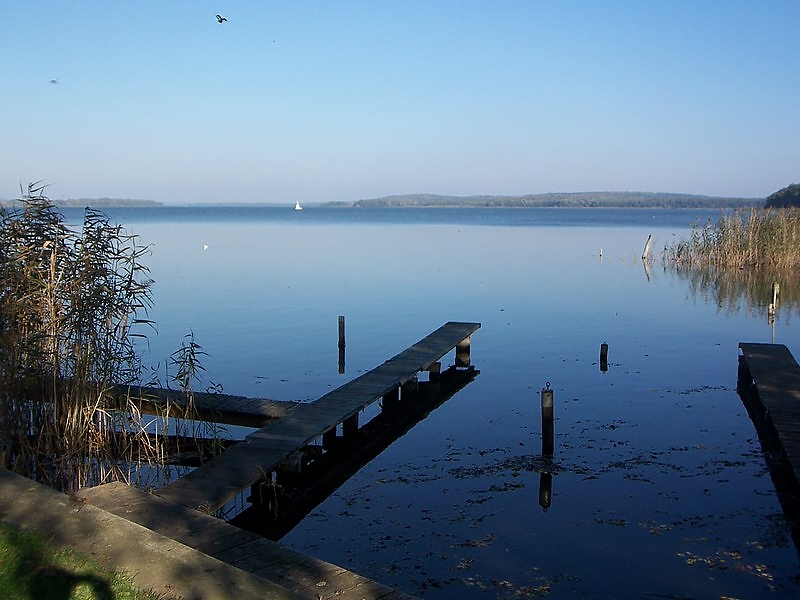
Malchiner See

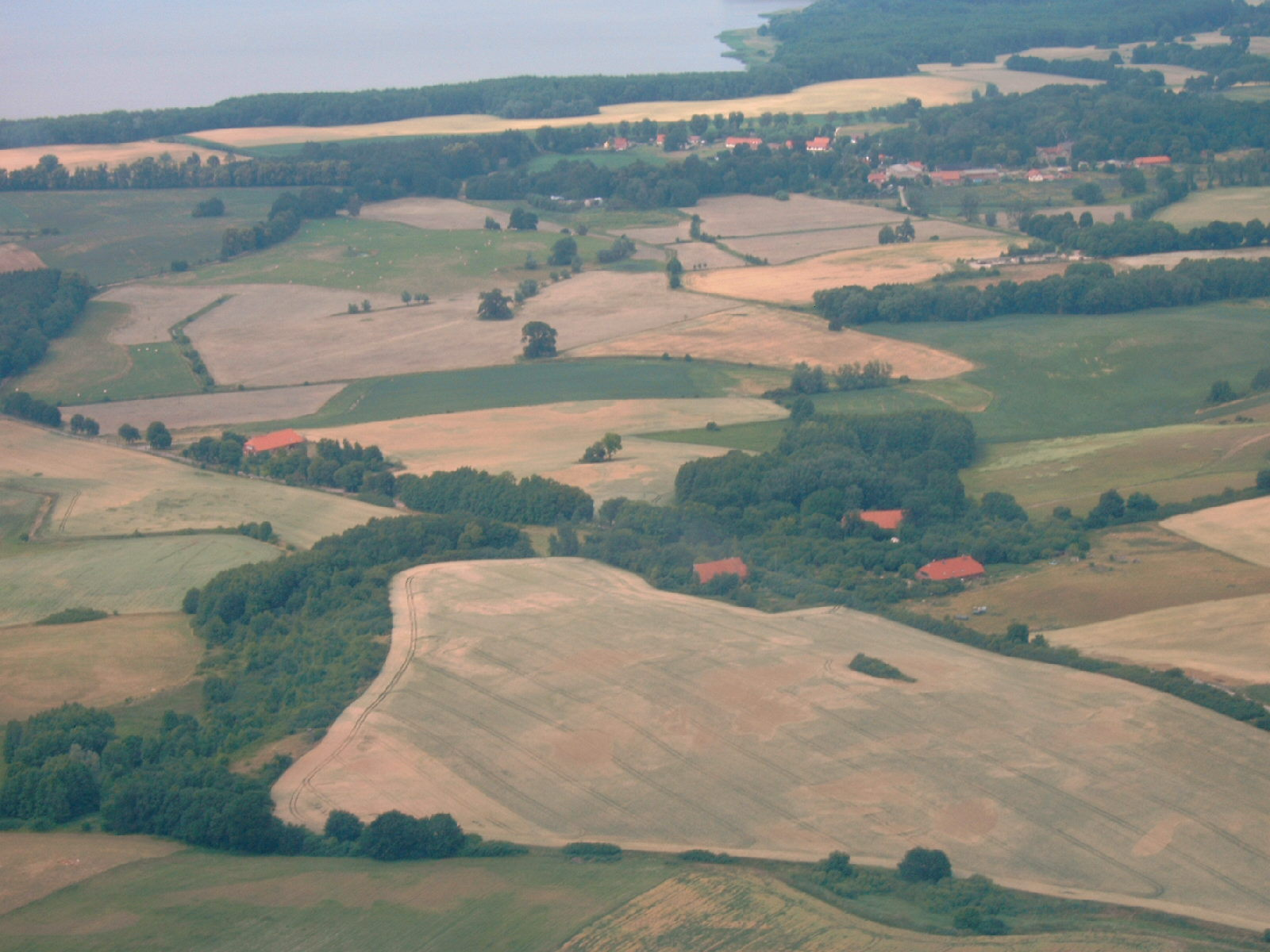
Blick auf Rothenmoor mit Malchiner See und dem Schlehenberg

Die Gemeinde Dahmen zwischen Teterow und Waren (Müritz) liegt am Südufer des Malchiner Sees inmitten der Mecklenburgischen Seenplatte und des Naturparkes Mecklenburgischen Schweiz und Kummerower See. Während sich der Uferbereich nur wenig über dem Meeresspiegel befindet, erreichen die westlichen Gemeindeteile im Endmoränenbereich der Mecklenburgischen Schweiz Höhen bis zu 90 m ü. NN. An den Osten und Süden der Gemarkung Dahmen grenzt der Landkreis Mecklenburgische Seenplatte. Durch das Gemeindegebiet fließt die Westpeene, von Hohen Wangelin, Ortsteil Liepen kommend, in den Malchiner See.
Umgeben wird Dahmen von den Nachbargemeinden Groß Wokern, Hohen Demzin und Schorssow im Norden, Malchin im Nordosten, Basedow im Osten, Moltzow im Südosten, Klocksin im Süden, Vollrathsruhe im Südwesten und Westen sowie Lalendorf im Nordwesten.

### Ortsteile
Zu Dahmen gehören außer dem Kernort die Ortsteile Barz, Bockholt, Großen Luckow, Hüttenkoppel, Neu Ziddorf, Rothenmoor und Ziddorf.

## Geschichte
Landwirtschaft und Tourismus prägen heute die Gemeinde.
Dahmen gehörte seit 1952 zum Kreis Teterow, der 1994 im Landkreis Güstrow aufging. Seit einer erneuten Kreisreform 2011 gehört die Gemeinde zum Landkreis Rostock. Die Bürger der Gemeinde stimmten 2010 über einen Wechsel zum Landkreis Mecklenburgische Seenplatte ab, entschieden sich aber mehrheitlich gegen einen Kreiswechsel.

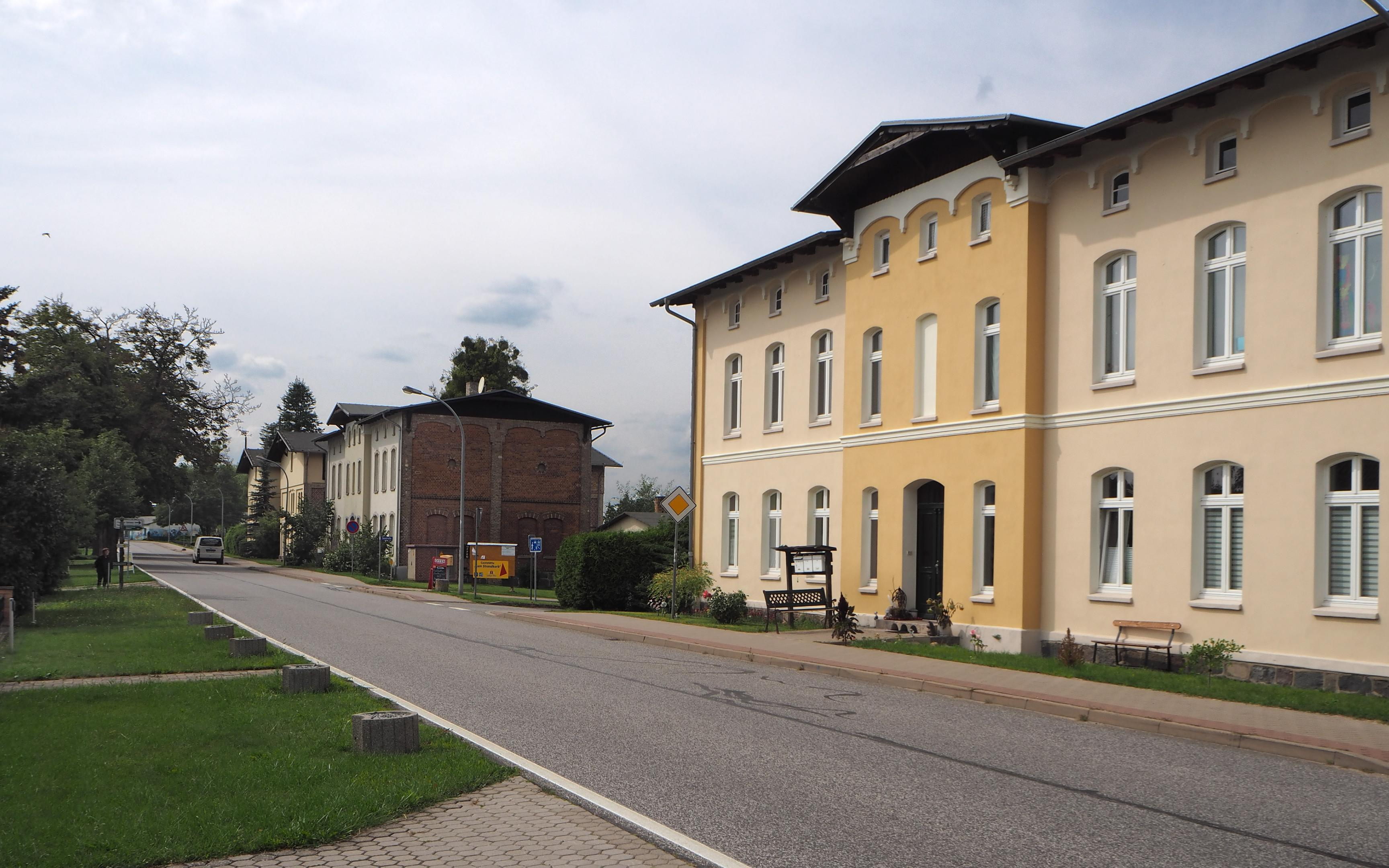
Arbeiterhäuser der ehemaligen Zuckerfabrik an der Dorfstraße in Dahmen

Dahmen wurde 1235 erstmals urkundlich erwähnt. Der Name stammt wahrscheinlich vom slawischen Wort Dab oder Dabele für Eiche ab.  Von 1371 bis 1877 war das Gut im Besitz der Familie von Maltzahn.
 Kernort: Dort ist die mittelalterliche gotische Kirche  erhalten. Außerdem war dort von 1876 bis 1905 eine Zuckerfabrik ansässig. Deren Hauptgebäude sind bis auf einen Speicher nicht mehr erhalten, aber die zahlreichen Arbeiterhäuser und einige Nebengebäude prägen bis heute das Ortsbild.
Großen Luckow: Das Gut befand sich von 1417 bis 1945 im Besitz verschiedener Linien der Familie von Maltzahn.
Rothenmoor wurde 1414 erstmals genannt. Bei Rothenmoor befindet sich das Burgtal mit einem wendischen Burgwall. Das Gutshaus wurde im 17. Jahrhundert gebaut und seitdem mehrfach umgebaut. In der zweiten Hälfte des 19. Jahrhunderts war die Familie von Maltzahn Besitzer des Gutes, anschließend war es bis 1945 im Besitz der Familie von Tiele-Winckler.
Ziddorf fand 1422 die erste Erwähnung. Die Wassermühle wurde 1866 von Graf Rudolph von Bassewitz erbaut.

## Politik

### Wappen
Das Wappen wurde am 14. Mai 2001 durch das Innenministerium genehmigt und unter der Nr. 243 der Wappenrolle von Mecklenburg-Vorpommern registriert.
Blasonierung: „Gespalten; vorn in Blau zwei goldene Hasenköpfe übereinander; hinten in Gold ein pfahlweise gestellter blauer Fisch.“
Das Wappen wurde von dem Schweriner Heraldiker Heinz Kippnick gestaltet.

### Flagge
Die Flagge der Gemeinde ist gleichmäßig quer zur Längsachse des Flaggentuchs von Gold (Gelb) und Blau gestreift. In der Mitte des Flaggentuchs liegt, auf jeweils ein Drittel der Länge beider Streifen übergreifend, das Gemeindewappen. Die Länge des Flaggentuchs verhält sich zur Höhe wie 5:3.

## Sehenswürdigkeiten
- Gotische Dorfkirche Dahmen mit hölzernem Glockenstuhl und Sonnenuhr
- Ehemalige Arbeiterhäuser der Zuckerfabrik an der Seestraße und der Dorfstraße
- Gutspark in Rothenmoor mit seltenen Pflanzen
- Parkanlage in Großen Luckow, Ruine des Gutshauses der von Maltzahn
- Wassermühle in Ziddorf von 1866; Erbauer Graf Rudolph von Bassewitz.[3] Bis 1975 war sie im Betrieb und wurde später als Verkaufsstelle und Arztpraxis genutzt. Der Bach mit dem Mühlteich wurde trockengelegt. Nach 1994 hatte die Mühle verschiedene Nutzer, u. a. die Frauenwerkstatt, die Textilien, Teppiche und Töpferwaren herstellte.
- Knorreiche mit einem Brusthöhenumfang von 7,43 m (2016).[4]
- Drillingseiche mit einem Brusthöhenumfang von 8,99 m (2016).[5]

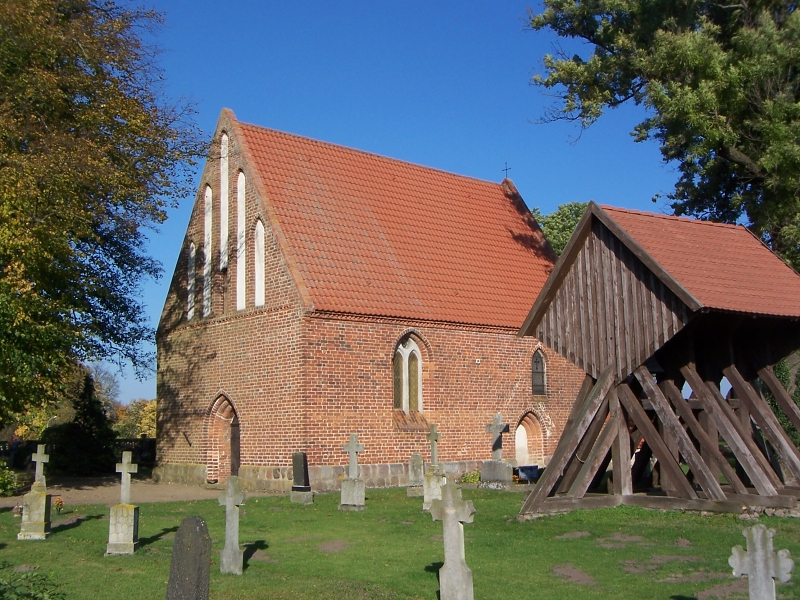
Kirche in Dahmen
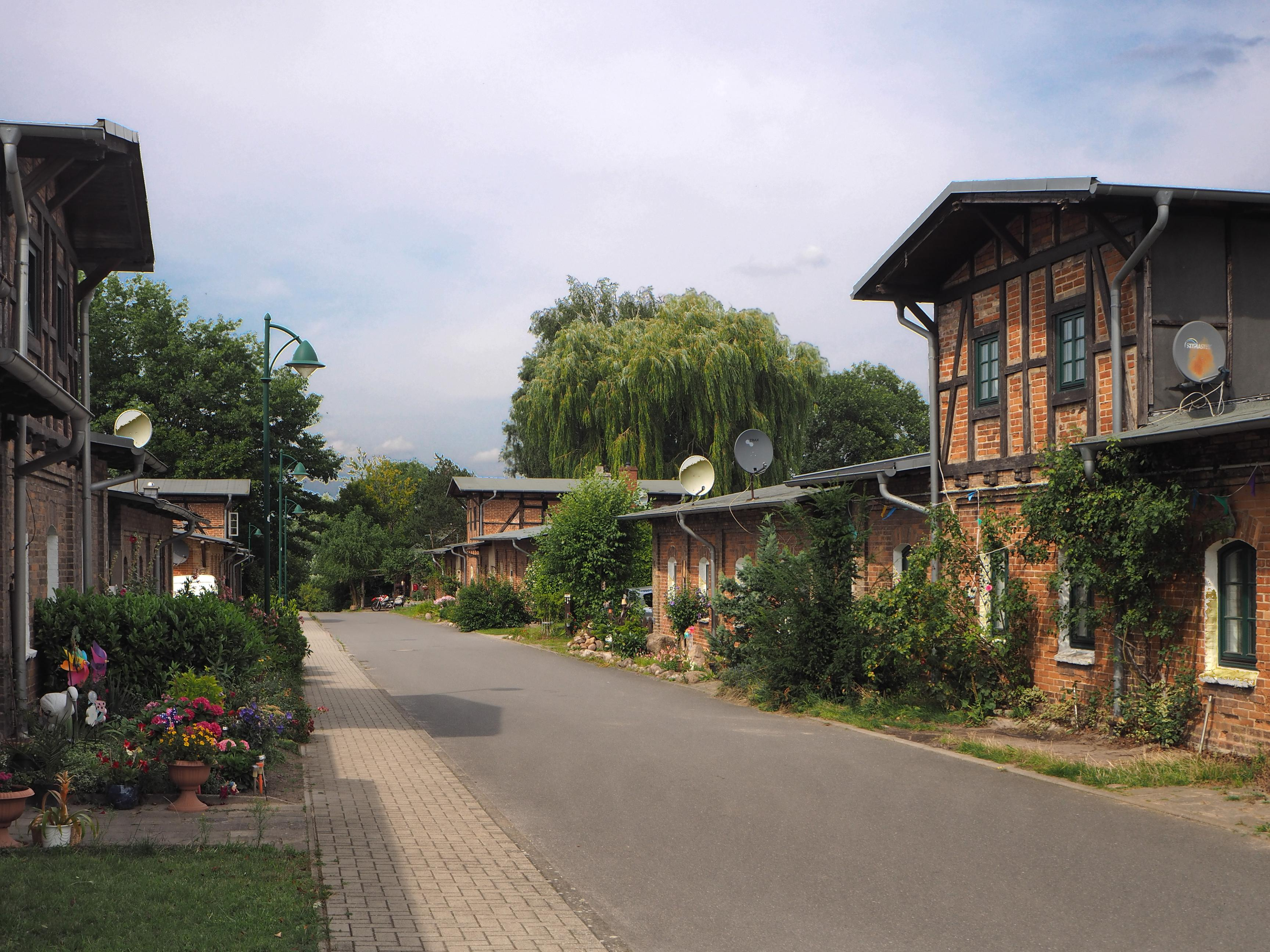
Arbeitersiedlung in Dahmen
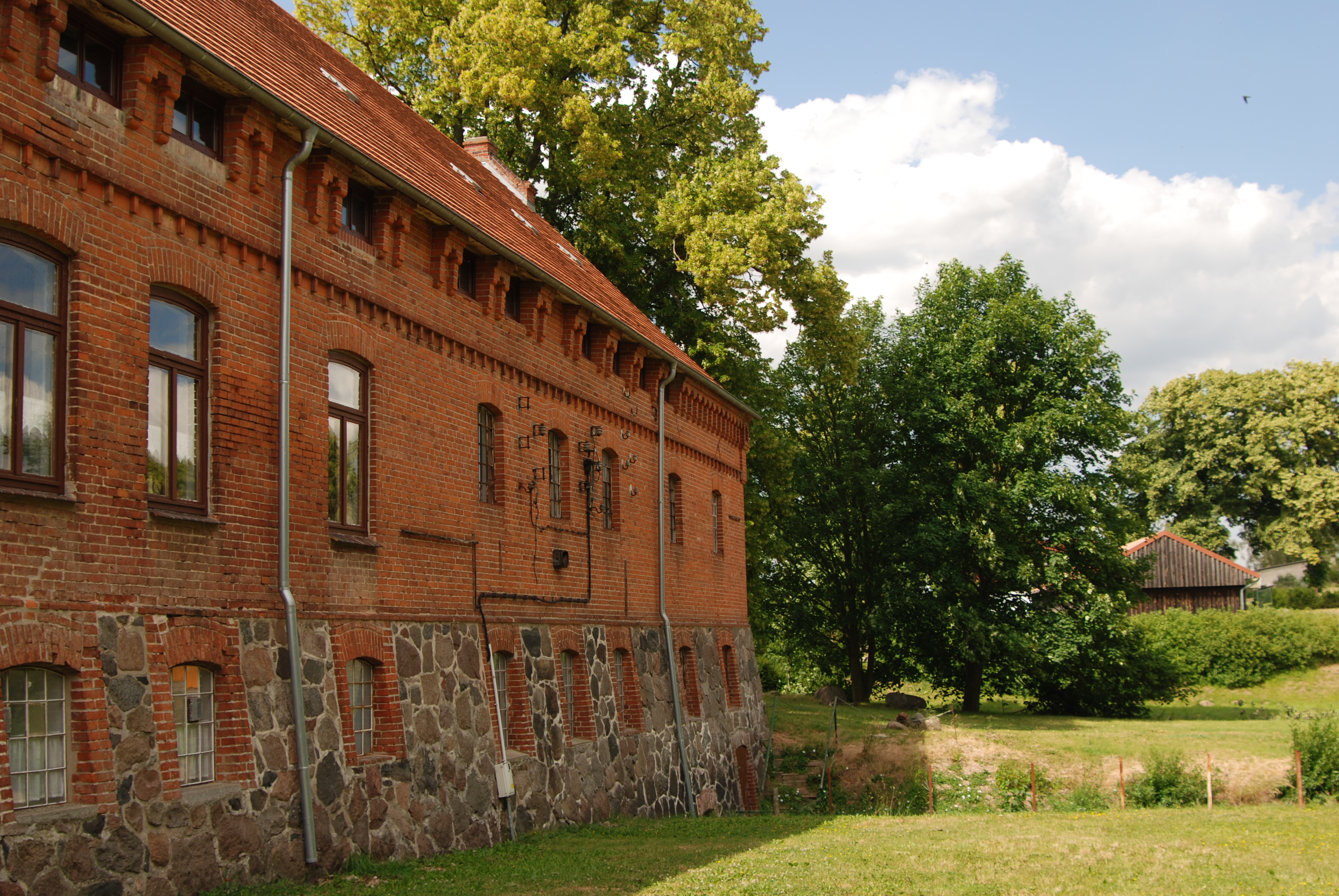
Mühlenhof in Ziddorf

## Verkehrsanbindung
Durch das Gemeindegebiet von Dahmen führt die Bundesstraße 108 (von Waren (Müritz) nach Teterow). Nahe dem Ortsteil Ziddorf zweigen wichtige Verbindungsstraßen nach Malchin und Malchow ab. Die nächsten Bahnhöfe befinden sich in Teterow, Malchin und Waren (Müritz).
Durch den Ort verläuft die Deutsche Alleenstraße.
Durch den Ort verläuft die Ringbuslinie 232 von und nach Teterow (Bahnhof), die auch über den Bahnhof in Malchin führt. In der Ortsmitte liegt die Haltestelle Dahmen. Der nächstgelegene Bahnhof ist 12 km entfernt in Langhagen, an der Bahnstrecke Neustrelitz–Warnemünde.
Die ehemalige Trasse der 1906 stillgelegten Anschlussbahn von Vollrathsruhe zur Zuckerfabrik Dahmen ist heute überwiegend zu einem Rad- und Feldweg umgewidmet.

## Persönlichkeiten
- Hermann von Maltzan (1843–1891), geboren auf Gut Rothenmoor, mecklenburgischer Naturforscher
- Adolf Georg von Maltzan (1877–1927), Diplomat, wuchs in Großen Luckow auf und wurde hier begraben
- William Ehrich (1900–1967), deutsch-amerikanischer Mediziner
- Hans-Werner Techen (1902–1953), Pastor und NS-Aktivist
- Walter Johannes Schröder (1910–1984), Philologe, Schriftsteller und Hochschullehrer